# Mirzo Rahmatow
Mirzo Rahmatowicz Rahmatow (ros. Мирзо́ Рахма́тович Рахма́тов, ur. 1914 we wsi Dżafar w obwodzie semirieczeńskim, zm. 20 sierpnia 1998, Duszanbe) – radziecki i tadżycki polityk, przewodniczący Prezydium Rady Najwyższej Tadżyckiej SRR w latach 1956-1963.
Od 1934 działacz Komsomołu, od 1940 działacz WKP(b), 1946-1948 I zastępca kierownika Wydziału Kadr KC Komunistycznej Partii (bolszewików) Tadżykistanu, 1948-1951 studiował w Wyższej Szkole Partyjnej przy KC KPZR, 1951-1956 wiceprezes Rady Ministrów Tadżyckiej SRR, od stycznia do maja 1956 sekretarz KC Komunistycznej Partii Tadżykistanu, od 24 maja 1956 do 26 marca 1963 przewodniczący Prezydium Rady Najwyższej Tadżyckiej SRR. 1961-1966 członek Centralnej Komisji Rewizyjnej KPZR, 1966-1972 ambasador nadzwyczajny i pełnomocny ZSRR w Jemenie, 1972-1975 ambasador nadzwyczajny i pełnomocny ZSRR w Mauretanii.

## Odznaczenia
- Order Lenina
- Order Czerwonego Sztandaru Pracy (dwukrotnie)
- Order „Znak Honoru”

I medale.